# English Premier Ice Hockey League
Die English Premier Ice Hockey League (EPIHL) (auch kurz English Premier League (EPL), auch English National Premier League, bis 2000 auch English League Premier Division) war eine semi-professionelle Eishockey-Liga in England und wurde von der English Ice Hockey Association organisiert.
Die Liga wurde 1998 mit acht teilnehmenden Mannschaften als dritte Spielklasse des Vereinigten Königreiches durch Aufspaltung der English League in eine Premier Division und eine Division 1 gegründet.
Die Liga gilt seit der Auflösung der British National League 2005 als die zweithöchste britische Spielklasse hinter der Elite Ice Hockey League, obwohl es keinen Auf- oder Abstieg zwischen den beiden Spielklassen gibt.
In der Saison 2014/15 nahmen zehn Teams am Spielbetrieb teil. Gespielt wird zuerst im normalen Ligabetrieb, danach folgt eine Play-off-Runde. Zudem wird ein KO-Pokalwettbewerb, der English Cup, ausgetragen.
Nach der Saison 2016/17 wurde die English Premier Ice Hockey League aufgelöst. Die Milton Keynes Lightning und Guildford Flames schlossen sich der Elite Ice Hockey League an, Manchester Phoenix löste sich auf und die verbleibenden sieben Teams wurden Teil der National Ice Hockey League.

## Teilnehmer in der Saison 2016/17
| Team                    | Ligazugehörigkeit    | Stadion                        |
| ----------------------- | -------------------- | ------------------------------ |
| Basingstoke Bison       | seit 2009            | Planet Ice Silverdome Arena    |
| Bracknell Bees          | seit 2005            | John Nike Leisuresport Complex |
| Guildford Flames        | seit 2005            | Guildford Spectrum             |
| Hull Pirates            | seit 2015            | Hull Arena                     |
| Manchester Phoenix      | seit 2009            | Altrincham Ice Dome            |
| Milton Keynes Lightning | seit 2002            | Planet Ice Arena               |
| Peterborough Phantoms   | seit 2002            | Planet Ice Peterborough        |
| Sheffield Steeldogs     | seit 2010            | iceSheffield                   |
| Swindon Wildcats        | seit 1997            | Link Centre                    |
| Telford Tigers          | 2002–2009, seit 2010 | Telford Ice Rink               |

## Ehemalige Teams
- Billingham Eagles (1997/98)
- Blackburn Hawks (1998/99)
- Britische U18/U20-Nationalmannschaft (2000–2003)
- Chelmsford Chieftains (1998–2001, 2002–2008)
- Haringey Greyhounds (2000–2003)
- Hull Stingrays (1997–1998, 2005/06)
- Invicta Dynamos (1997–2003)
- Milton Keynes Kings (1998/99)
- Nottingham Lions (2000–2003)
- Oxford City Stars (1998/99)
- Romford Raiders (1998–2010)
- Sheffield Scimitars (2005–2010)
- Slough Jets (2012–2014)
- Solihull Barons (1997–1999, 2000–2002, 2003–2007)
- Sunderland Chiefs (1997/98)
- Whitley Bay Warriors (1997/98)
- Wightlink Raiders (1997–2009)

## Meister der bisherigen Spielzeiten
| Saison    | Hauptrundenerster       | Play-off-Sieger         | English-Premier-Cup-Sieger                         |
| --------- | ----------------------- | ----------------------- | -------------------------------------------------- |
| 1998/99   | Solihull Barons         | Solihull Barons         | Milton Keynes Kings                                |
| 1999/2000 | Chelmsford Chieftains   | Chelmsford Chieftains   | kein Pokalwettbewerb                               |
| 2000/01   | Swindon Wildcats        | Romford Raiders         | kein Pokalwettbewerb                               |
| 2001/02   | Invicta Dynamos         | Invicta Dynamos         | Romford Raiders                                    |
| 2002/03   | Peterborough Phantoms   | Milton Keynes Lightning | Wightlink Raiders                                  |
| 2003/04   | Milton Keynes Lightning | Milton Keynes Lightning | Peterborough Phantoms                              |
| 2004/05   | Milton Keynes Lightning | Milton Keynes Lightning | Romford Raiders                                    |
| 2005/06   | Guildford Flames        | Milton Keynes Lightning | Bracknell Bees                                     |
| 2006/07   | Bracknell Bees          | Bracknell Bees          | Guildford Flames                                   |
| 2007/08   | Bracknell Bees          | Slough Jets             | Bracknell Bees Knockout-Cup: Peterborough Phantoms |
| 2008/09   | Peterborough Phantoms   | Peterborough Phantoms   | Peterborough Phantoms                              |
| 2009/10   | Milton Keynes Lightning | Slough Jets             | Guildford Flames                                   |
| 2010/11   | Manchester Phoenix      | Guildford Flames        | Slough Jets                                        |
| 2011/12   | Guildford Flames        | Slough Jets             | Guildford Flames                                   |
| 2012/13   | Guildford Flames        | Manchester Phoenix      | English Premier League Cup: Basingstoke Bison      |
| 2013/14   | Manchester Phoenix      | Basingstoke Bison       | Basingstoke Bison                                  |
| 2014/15   | Telford Tigers          | Peterborough Phantoms   | Telford Tigers                                     |
| 2015/16   | Basingstoke Bison       | Guildford Flames        | Guildford Flames                                   |
| 2016/17   | Telford Tigers          | Milton Keynes Lightning | Milton Keynes Lightning                            |